# Cirrodistis noela
Cirrodistis noela là một loài bướm đêm trong họ Noctuidae.